# Hygrochroa firmiana
Hygrochroa firmiana är en fjärilsart som beskrevs av Stoll 1782. Hygrochroa firmiana ingår i släktet Hygrochroa och familjen silkesspinnare. Inga underarter finns listade i Catalogue of Life.